# Монделли, Филиппо
Филиппо Монделли (итал. Filippo Mondelli, 18 июня 1994, Комо, Италия — 29 апреля 2021, Черноббьо, Италия) — итальянский гребец, чемпион мира 2018 года и двукратный чемпион Европы (2017, 2018) по академической гребле.
Выступал за клуб Fiamme Gialle.
Монделли готовился к Олимпийским играм в Токио, но в феврале 2020 года обнаружилось, что он страдает раком кости ноги. Тем не менее, спортсмен надеялся на успешное лечение и в интервью говорил, что поедет на Олимпиаду 2024 года. Он умер в Черноббьо в апреле 2021 года в возрасте 26 лет.